# Heterogonium obscurum
Heterogonium obscurum là một loài thực vật có mạch trong họ Dryopteridaceae. Loài này được (Hook.) Holttum miêu tả khoa học đầu tiên năm 1975.